# Cirrochroa rotundata
Cirrochroa rotundata är en fjärilsart som beskrevs av Butler 1879. Cirrochroa rotundata ingår i släktet Cirrochroa och familjen praktfjärilar. Inga underarter finns listade i Catalogue of Life.